# Simulium longithallum
Simulium longithallum es una especie de insecto del género Simulium, familia Simuliidae, orden Diptera.
Fue descrita científicamente por Diaz Najera & Vulcano, 1962.